# The Thrills
The Thrills er en Rock-gruppe fra Irland. Gruppen blev dannet i 2001 og kommer fra Dublin, Irland.

## Diskografi
- So much for the city (2003)
- Let's bottle Bohemia (2004)
- Teenager (2007)

| Musikgruppe | Spire Denne artikel om en musikgruppe er en spire som bør udbygges. Du er velkommen til at hjælpe Wikipedia ved at udvide den. |